# Васильковка (Оренбургская область)
Васильковка — упразднённый посёлок в Красногвардейском районе Оренбургской области России. На момент упразднения входил в состав сельского поселения Пролетарский сельсовет. Исключён из учётных данных в 2005 году.

## География
Располагалось на правом берегу реки Ишалка, на расстоянии примерно 1,5 километра (по прямой) к северу от поселка Ишалка.

## История
По данным на 1939 год посёлок Васильковка входил в состав Яиковского сельсовета Люксембургского района.
Постановление Законодательного Собрания Оренбургской области от 16 февраля 2005 г. посёлок исключён из учётных данных.

## Население
По данным переписи 2002 года в поселке проживало 5 человек, основное население — таджики.